# Numancia (Aklan)
Numancia è una municipalità di quarta classe delle Filippine, situata nella Provincia di Aklan, nella Regione del Visayas Occidentale.
Numancia è formata da 17 baranggay:
- Albasan
- Aliputos
- Badio
- Bubog
- Bulwang
- Camanci Norte
- Camanci Sur
- Dongon East
- Dongon West
- Joyao-joyao
- Laguinbanua East
- Laguinbanua West
- Marianos
- Navitas
- Poblacion
- Pusiw
- Tabangka